# Colostygia albigirata
Colostygia albigirata är en fjärilsart som beskrevs av Vincenz Kollar 1844. Colostygia albigirata ingår i släktet Colostygia och familjen mätare. Inga underarter finns listade i Catalogue of Life.